# Distretto di Valožyn
Il distretto di Valožyn (in bielorusso Валожынскі раён?) è un distretto (raën) della Bielorussia appartenente alla regione di Minsk.